# Lenny Kuhr
Helena Hubertina Johanna (Lenny) Kuhr (Eindhoven, 22 februari 1950) is een Nederlandse singer-songwriter. In 1969 was ze een van de vier winnaars van het Eurovisiesongfestival met het lied De troubadour.

## Jeugd
Kuhr werd geboren als dochter van de Eindhovense huis- en reclameschilder Gerardus Josephus Antonius Kuhr en Wilhelmina Frederika Filarski uit Amsterdam, die in april 1945 in Eindhoven getrouwd waren. Op haar tiende verjaardag kreeg ze een gitaar. Ze kreeg gitaarles op de muziekschool van Noud van Erp en mocht meedoen met optredens van het door hem geformeerde accordeon- en mandolineorkest "De Echo van het Zuiden". Toen ze ook een keer - met groot succes - mocht zingen tijdens een van de optredens, wist ze na afloop zeker dat ze zangeres wilde worden.
Op haar twaalfde jaar maakte ze een reis naar Auschwitz en zo ontstond een voorliefde voor Poolse, Jiddische en Hebreeuwse volksliedjes. Ook de spirituals van Mahalia Jackson stonden op haar vroege repertoire.
Haar eerste fan was haar buurjongen Joep. Hij maakte met een bandrecorder de eerste opnames van haar en stuurde deze naar de platenmaatschappij van Addy Kleijngeld (die het mooi maar niet commercieel genoeg vond). Ook gaf Joep haar op voor songfestivals in de buurt.
In mei 1965 eindigde Kuhr op een gedeelde vijfde plaats in de finale van de amateurwedstrijd van het 20-jarige Algemeen Nederlands Jeugd Verbond in de Nieuwe RAI in Amsterdam.
In de jaren 1965-1968 trad Kuhr meermalen op met de Eindhovense Poolse volksdans- en zanggroep Cracovia.

## Loopbaan

### Van Cabaret der Onbekenden tot Eurovisiesongfestival

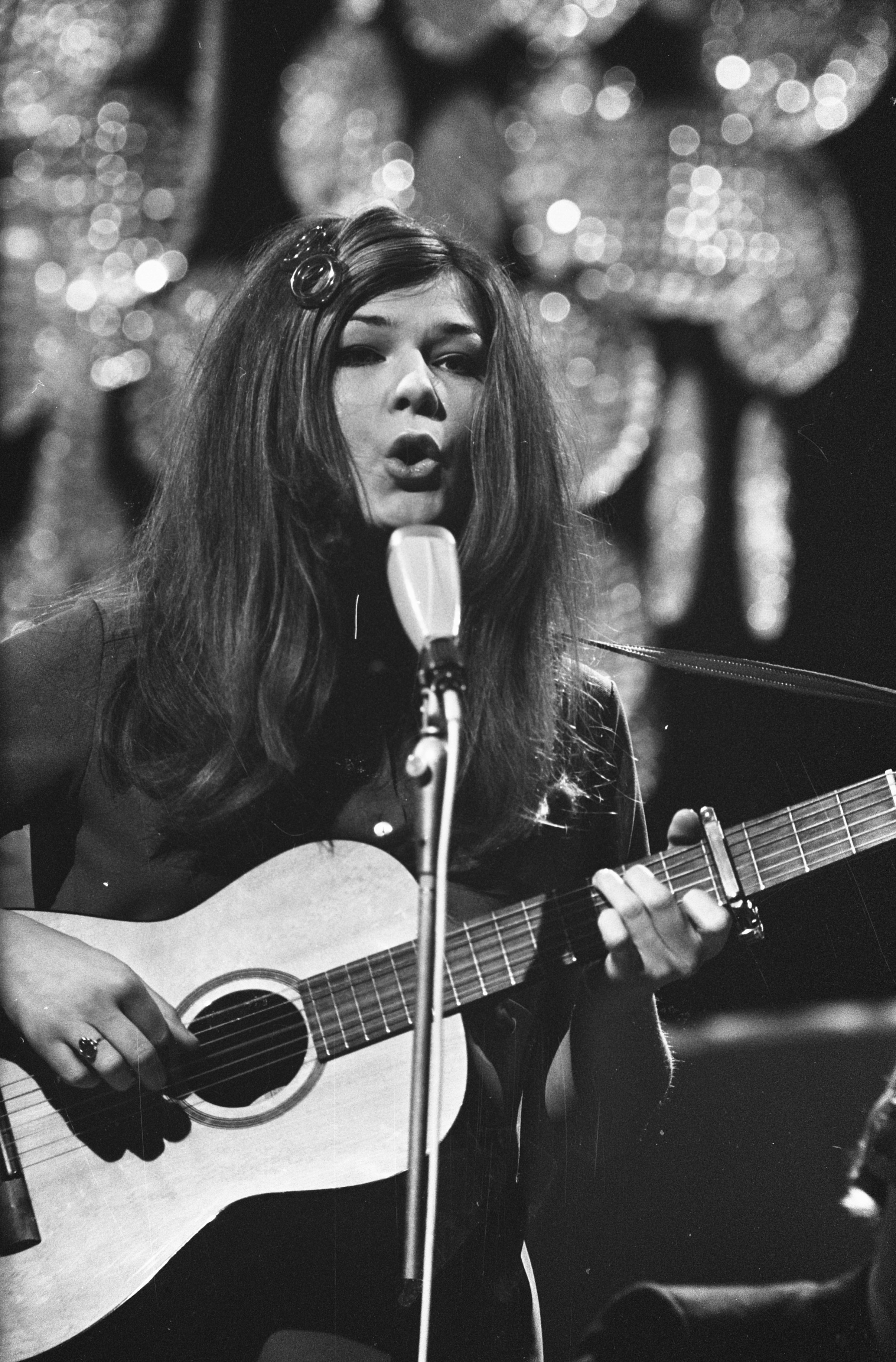
Lenny Kuhr zingt De troubadour tijdens het Nationaal Songfestival 1969

Op 17 maart 1967 won Lenny (toen nog Lenie) Kuhr het Cabaret der Onbekenden in Eindhoven met haar lied Laat maar, waarvoor Armand de tekst schreef. Het werd haar eerste single, uitgegeven op het Philipslabel. In datzelfde jaar maakte ze ook haar televisiedebuut in het VARA-programma Nieuwe liedjes, geregisseerd door Nico Knapper. Knapper was onder de indruk van haar talent en zou, samen met zijn vrouw Jeanine, Kuhr tijdens de eerste jaren van haar carrière begeleiden.
In april 1968 ontmoette Lenny Kuhr tijdens een liedjesbeurs van Stichting Conamus in Hilversum de Groningse dichter en tekstschrijver David Hartsema, met wie ze een intensieve samenwerking begon. Hun lied De straten werd in oktober 1968 uitgebracht als B-kant van Kuhrs tweede single Zigeunerjongen. Daarnaast was ze, samen met andere jonge Nederlandse singer-songwriters als Rikkert Zuiderveld, Elly Nieman en Joost Nuissl, actief betrokken bij De Werkwinkel, een stichting opgericht door Knapper ter promotie van het Nederlandse luisterlied.

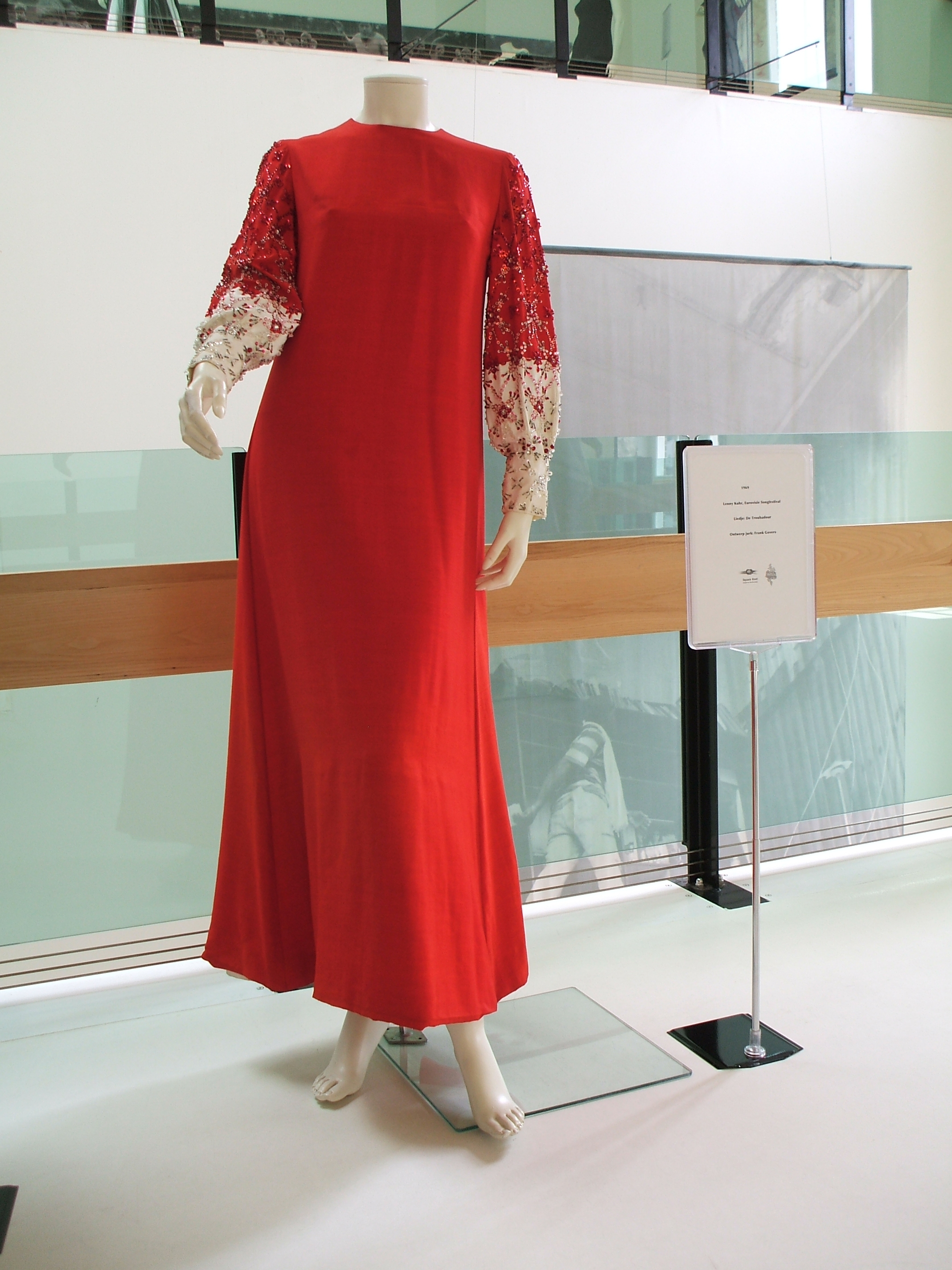
De jurk waarin Lenny Kuhr het Eurovisiesongfestival 1969 won

Vier dagen na haar negentiende verjaardag won ze, begeleid door Piet Souer op gitaar, het nationale songfestival in het Scheveningse Circustheater met De troubadour, een eigen compositie op tekst van David Hartsema. Een maand later, op 29 maart 1969, werd zij samen met Salomé (Spanje), Lulu (Verenigd Koninkrijk) en Frida Boccara (Frankrijk) winnares van het Eurovisiesongfestival in Madrid.
Dat hele jaar trad ze ook op in de Harlekijnvoorstellingen van Herman van Veen. In november 1969 ontving Lenny Kuhr een Zilveren Harp van Stichting Conamus, een aanmoedigingsprijs die dat jaar voor het eerst werd uitgereikt.

### Internationale carrière
Na haar songfestivaloverwinning kreeg Kuhr een internationaal platencontract bij Phonogram in Frankrijk. In de vroege jaren 70 was ze dan ook voornamelijk actief én succesvol als Franstalige zangeres. Begin 1970 tourde Lenny Kuhr door Frankrijk in het voorprogramma van Georges Brassens.
Ze bleef ook deelnemen aan internationale songfestivals. Zo won ze in februari 1971 met Oui tant mieux het songfestival van Viña del Mar in Chili waarbij ze Frankrijk vertegenwoordigde. In april van datzelfde jaar ontving ze de derde prijs op het eerste internationale songfestival van Mexico voor het zelfgeschreven This little song of joy. In augustus '71 werd ze tijdens de 'Poolse dag' van het Sopotfestival in Polen tweede met Jasiu. Eind 1971 scoorde ze een Franse Top 10 hit met haar versie van Roberto Carlos' Jesus Cristo, waarvan meer dan 100.000 exemplaren verkocht werden.
In Nederland trad ze in het seizoen 1971-1972 op in de theaterversie van het komische tv-programma Kort en Klein. Korte sketches, gespeeld door onder andere Martin Brozius en Jaap Stobbe, werden afgewisseld door optredens van Kuhr en een trio onder leiding van pianist Bob Adams.
In februari 1972 ontving Kuhr een Edison voor haar tweede elpee De zomer achterna (uitgebracht november 1970) in de categorie Nederlands vocaal. In de zomer van 1972 verscheen haar enige Franstalige album: Tout ce que j'aime. Op dit album staat Les enfants, opgenomen met Les Poppys, dat in Nederland de hitparade haalde. Tegelijkertijd bracht ze in Nederland de elpee De wereld waarvan ik droom uit. In juli 1972 deed ze mee aan het Rose d'Or d'Antibes festival en won de prijs voor beste uitvoering voor Pense à moi).
Een jaar later behaalde ze een hoge hitnotering in Franstalig Canada met Vivre, gevolgd door tv-optredens en een tournee aldaar. In het voorjaar van 1974 maakte Kuhr een tournee door Japan. Tijdens het WK '74 bracht ze, op een feest voor de Oranjeselectie, een ode aan bondscoach Rinus Michels getiteld De Generaal, op de melodie van De Troubadour.
Niet lang daarna kwam haar vijfde studio-album, God laat ons vrij, uit dat met Kom, liefste geef me je hand een bescheiden Top 40 hit opleverde. Een poging om met Engelstalig repertoire door te breken strandde weliswaar na de tweede single (Searching) maar hetzelfde nummer leverde met een Franstalige tekst (Cet amour c'est ta vie) opnieuw een hitnotering in Canada op.
In 1976 verscheen haar laatste album bij Philips, getiteld  'n Dag als vandaag. De single Sterren, een eigen compositie op tekst van Willem Wilmink, reikte niet verder dan de tipparade. Begin 1977 stapte ze over naar Gerrit den Braber's Polydor. De geplande langspeelplaat Tommy de zanger werd echter niet uitgebracht.
In het seizoen 1977-1978 ondernam Kuhr een solo theatertoer met voornamelijk Nederlandstalige chansons en akoestische begeleiding, een "vrij ambitieus waagstuk", omdat er voor deze theatervorm in Nederland geen traditie bestond. De muzikanten uit haar begeleidingsband Zarabande vormden na de toer de popgroep Braak. In 1978 verscheen ook haar laatste Franstalige single Y'a pas de quoi en faire une chanson.

### Visite
Eind 1978 tekende Lenny Kuhr een contract bij platenmaatschappij CNR. De eerste door Bart van der Laar en Francis Goya geproduceerde single, Eenmaal in je leven (1979), bereikte de hitparades niet. Maar in 1980 scoorde ze samen met Les Poppys haar grootste hit in Nederland en Vlaanderen met het lied Visite op een tekst van Herman Pieter de Boer. Het album Dromentrein kreeg de gouden status (meer dan 50.000 exemplaren verkocht) en leverde met Maar ja nog een tweede Top 40 hit op.
De jaren daarop verschenen een aantal albums en singles die het succes van Visite niet konden evenaren. In de jaren 1984-1985 bracht ze geen nieuw materiaal uit. Wel toerde ze met haar toenmalige partner Herman Pieter de Boer (en Freek Dicke, sinds 1978 haar vaste begeleider op gitaar) door Nederland met de Kuhr & De Boer Show, een theaterprogramma met liedjes, verhalen, sketches en poëzie. Ook schreef ze nummers voor anderen, zoals voor Kinderen voor Kinderen, Jan Simon Minkema en Willeke Alberti.

### Quo vadis
Eind 1986 sloeg Lenny Kuhr een nieuwe weg in met de elpee Quo vadis. Een album over, zoals ze het later omschreef, "spiritualiteit, gewoon verwoord, in normale taal, poëtische taal [...] niet gelieerd aan welk geloof dan ook". Omdat de platenmaatschappijen het risico niet aandurfden, bracht ze het album in eigen beheer uit. Het was een koers die ze zou blijven volgen.
In 1990 kwam het album De blauwe nacht uit, geproduceerd door Kees Buenen. De cd verscheen op het Free platenlabel, waarmee Free Record Shop eigenaar Hans Breukhoven "kwaliteitsartiesten van eigen bodem die tussen de wal en het schip vallen" een kans gaf.
In januari 1991 werkte Lenny Kuhr mee aan de muziekvideo Shalom from Holland, een steunbetuiging van Nederlandse artiesten aan de Israëlische bevolking tijdens de Golfoorlog. In maart bezocht ze Israël voor de overhandiging van de originele beeldband aan de voorzitter van de Knesset. Later dat jaar deed ze enkele optredens in Israël met de schrijvers van het lied, Simon Hammelburg en Ron Klipstein.
Geïnspireerd door die optredens, nam ze daarna, tijdens een concert in Aalsmeer, de beslissing om niet meer met een orkestband op te treden en vervolgde het concert alleen met haar gitaar. Ook ging ze, voortaan zonder management, zelf haar optredens boeken, op podia die beter aansloten bij het intieme, akoestische karakter van haar concerten. In 1992 toerde ze, begeleid door haar vaste gitarist Freek Dicke, door Nederland met een nieuw programma getiteld Heilig vuur. De gelijknamige cd met een selectie uit het concertprogramma verscheen later dat jaar.

### Stemverlies
Begin 1993 raakte Lenny Kuhr plotseling, tijdens een optreden, haar stem kwijt, waardoor zingen en zelfs praten onmogelijk werd. Haar optredens werden voor langere tijd afgezegd. De zangeres raakte, toen het ernaar uitzag dat ze niet meer zou kunnen zingen, in een existentiële crisis. "Ik werd helemaal teruggeworpen op mezelf. Het werd een periode van diepe eenzaamheid, maar ook van diepe bezinning". Langzaam keerde haar stem terug, aanvankelijk kwetsbaar en minder krachtig.
Vanaf oktober 1993 begon ze weer met optreden. In de twee albums die volgden, Altijd heimwee (1994) en Gebroken stenen (1997) beschreef ze de innerlijke zoektocht na haar stemverlies. Optreden deed ze in deze periode voornamelijk in het alternatieve circuit, zichzelf begeleidend op gitaar.

### Zoals zij Schubert zingt
Na enkele jaren in de luwte keerde Lenny Kuhr eind 1997 terug met Stemmen in de nacht - zoals zij Schubert zingt, een album vol Schubert-liederen, door Herman Pieter de Boer voorzien van Nederlandstalige teksten. In haar uitvoering klinken de liederen als "mooie chansons". Haar zwager Nico van der Linden (piano) en Fred Snel (contrabas) begeleidden haar op dit album, waarmee ze voor het eerst in 17 jaar de album hitlijsten weer haalde. Nico van der Linden produceerde samen met Lenny Kuhr ook de opvolger Oeverloze liefde. Dit album bevatte onder meer twee duetten met haar zus Ine Kuhr. Optreden in het theater deed ze slechts sporadisch, samen met Van der Linden, later met Gerard de Graaf op piano en bassist Joop de Man.
In het najaar van 2001 verscheen Fadista, een album met Nederlandstalige fado's. Een jaar later stond ze met dit repertoire op het Folkwoods Festival in Eindhoven. Ze trad op met haar nieuwe band: Gerard de Graaf (piano, accordeon), Cor Mutsers (gitaar) en Eric Coene (bas). Het bleek het begin van een nieuw hoofdstuk in haar carrière waar jaarlijkse theatertours een vast onderdeel van zouden worden.

### Op de grens van jou en mij
In juni 2003 trouwde Kuhr met Rob Frank, die ook in haar loopbaan een belangrijke rol vervult, als manager en als tekstschrijver. Zijn teksten zijn volgens haar "aardser en directer" dan het "prachtig lyrisch[e]" werk van Herman Pieter de Boer. Franks eerste tekst voor Kuhr, Op de grens van jou en mij werd de naam van haar nieuwe theaterprogramma, dat in september 2003 in première ging. De toer én de gelijknamige cd die zij op 29 maart 2004 – 35 jaar na haar songfestivalwinst – in het Muziekcentrum Frits Philips in Eindhoven presenteerde, werden enthousiast ontvangen door de landelijke media. In het tweede seizoen van het programma (2004-2005) werd Gerard de Graaf opgevolgd door Will Maas op piano en accordeon.
Lovende recensies waren er ook voor het volgende theaterprogramma en album, getiteld Panta Rhei. In 2006 werd Jurre Hogervorst haar nieuwe bassist.

### 40 Jaar verliefd
Ter gelegenheid van haar veertigjarig jubileum bracht Kuhr het dubbelalbum 40 Jaar verliefd uit, met 40 van haar liedjes, opnieuw gearrangeerd en live opgenomen. Tijdens de presentatie van dit album, op 9 oktober 2007, in Eindhoven werd Kuhr benoemd tot Ridder in de Orde van Oranje-Nassau. Vijf dagen later ontving ze uit handen van burgemeester Gerrit Braks de Vriendschapspenning van de stad Eindhoven. De cd en het gelijknamige jubileumprogramma kregen positieve kritieken waarin met name het hoge niveau van haar liedjes en haar "zeldzaam mooie indringende stem" opgemerkt werden. Frans de Berg werd haar nieuwe vaste pianist en tegen het einde van seizoen 2007-2008 verving Mischa Kool Jurre Hogervorst als bassist. 

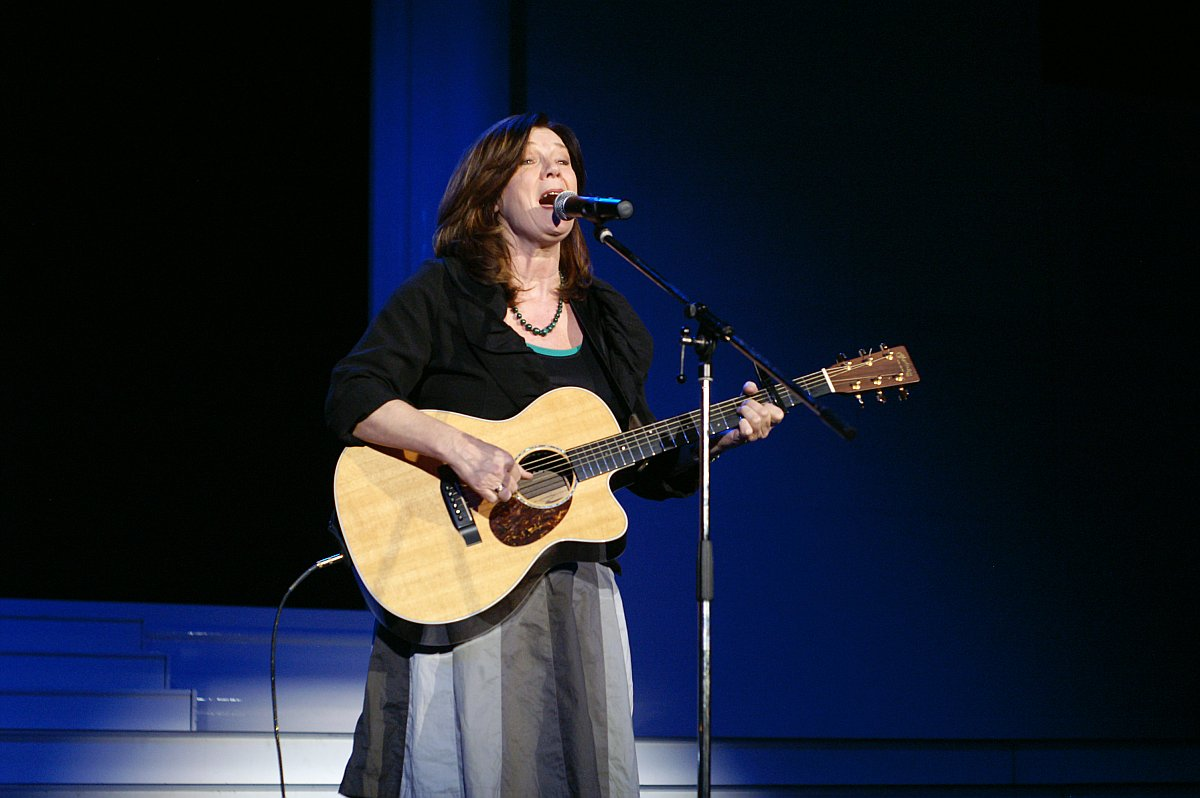
Lenny Kuhr treedt in 2008 op in Roermond

 Het programma werd geprolongeerd tijdens het theaterseizoen 2008-2009 in combinatie met een korte tournee van het programma Lenny Kuhr zingt Schubert en ander moois met werk van Franz Schubert en Jules de Corte.
Gedurende de theaterseizoenen 2009-2010 en 2010-2011 toerde Kuhr met twee nieuwe programma's door Nederland en Vlaanderen: Troubadours van alle tijden (met Frans de Berg en Ralph Rousseau op viola da gamba) en Dichtbij (met Cor Mutsers en Mischa Kool). In 2010 verscheen, ter gelegenheid van haar zestigste verjaardag, de dvd Mijn liedjes, mijn leven met een bonus-cd die niet eerder uitgebracht materiaal bevatte.

### Liefdeslied

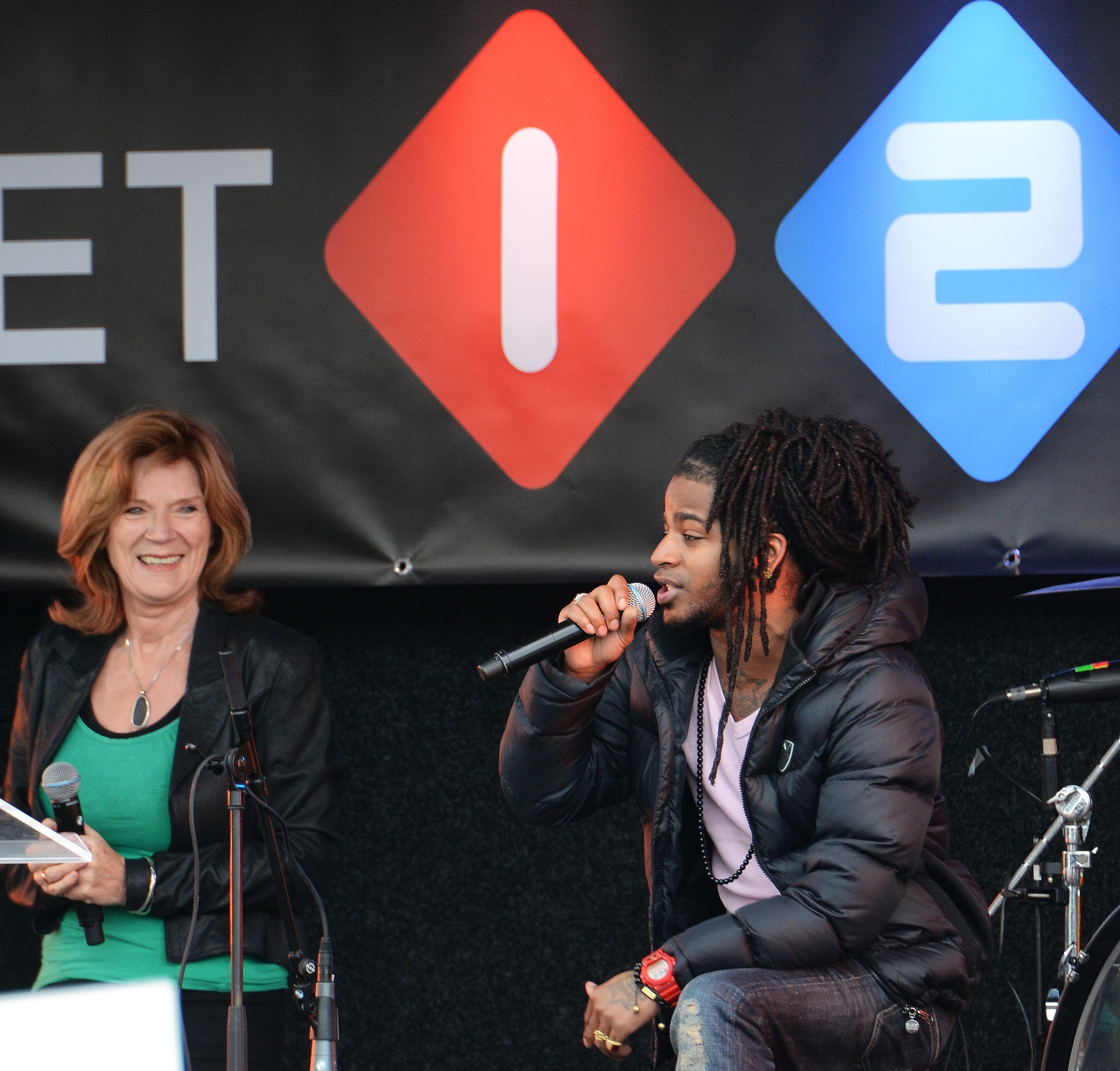
Lenny Kuhr met Keizer in 2013

Kuhr was te gast in de eerste uitzending (op 5 januari 2011) van Ali B op volle toeren, waarin rapper Ali B met een collega-rapper op bezoek gaat bij muzikanten van eerdere generaties om van elkaars hit een eigen versie maken. De zangeres maakte als reactie op Mama Sorry van rapper Keizer, het lied Spijt, geschreven vanuit het perspectief van een moeder. De rap-versie van De troubadour haalde nummer 50 in de Single Top 100. Ze bereikte ook een groot publiek dankzij haar akoestische uitvoering van een fado van Amalia Rodrigues in DWDD Recordings van het televisieprogramma De Wereld Draait Door.
In het najaar van 2011 verscheen haar cd Liefdeslied. Het album bevat onder meer drie door Kuhr getoonzette gedichten van de Spaanse dichter Federico García Lorca (vertaling Bart Vonck) én een duet met Ali B. getiteld Ik delete je niet. Met het theaterprogramma Liefdeslied was ze twee seizoenen te zien in de Nederlandse en Vlaamse theaters. In 2012 was Kuhr een van de deelnemers aan Mattheüs Masterclass van de EO.
Op 25 september 2013 presenteerde Kuhr haar nieuwe album Wie ben je?. Het was het startsein voor de gelijknamige tournee die drie seizoenen zou lopen.

### Gekust door de eeuwigheid
Aan het eind van het derde seizoen Wie ben je beëindigde Kuhr de samenwerking met Cor Mutsers. Zijn vervanger werd gypsy-jazzgitarist Reinier Voet. In het seizoen 2016-2017 ging Kuhr van start met een nieuw programma, Gekust door de eeuwigheid, tevens de titel van haar eerste boek dat in 2015 verscheen.
De gelijknamige cd die – voor het eerst – tot stand kwam na crowdfunding, presenteerde ze op haar verjaardag, 22 februari 2017. Het album heeft "het karakter van een privé-concert" en bevat onder meer liedjes over haar vader (die vlak voor het verschijnen van het album overleed), de liefde tussen twee religieuze zusters, de Zoutmars van Gandhi en een ode aan De oude bard Dimitri van Toren, die in 2015 was overleden. Tijdens de Buma NL Awards 2017 kreeg Kuhr de Lifetime Achievement Award toegekend.

### Het lied gaat door
In het Eindhovense Muziekgebouw presenteerde  Kuhr op 29 maart 2019, de dag waarop het vijftig jaar geleden was dat ze het Eurovisiesongfestival won, haar nieuwste cd Het lied gaat door. Ook dit album, dat ook op lp uitkwam, kwam tot stand na crowdfunding. Ter gelegenheid van het jubileum van haar songfestivaloverwinning verscheen ook de AVROTROS-televisiedocumentaire Vijftig jaar troubadour.
Op 15 december van dat jaar maakte Kuhr “grote indruk” tijdens Het Grote Songfestivalfeest, een concert in het Ziggodome met 31 voormalige Eurovisiesongfestival winnaars en deelnemers. Haar geplande optreden in de finale van het Eurovisiesongfestival op 16 mei 2020 in Rotterdam, als onderdeel van een grote act met acht voormalige winnaars, ging vanwege de afgelasting van het festival niet door. In plaats daarvan trad ze tijdens de coronacrisis op voor bewoners van verpleeg- en verzorgingshuizen in Eindhoven, Tilburg, Den Haag, Amsterdam en Rotterdam.
Onder de titel Rock the Roof speelden Kuhr en vijf andere oud-winnaars tijdens de finale van het Eurovisiesongfestival op 22 mei 2021 hun winnende songs vanaf drie Rotterdamse daken.

### Nog steeds een troubadour
In oktober 2020 maakte de zangeres bekend dat ze een album ging opnemen voor Excelsior Recordings. De single Nog steeds een troubadour, geschreven door Stef Bos, kwam op 19 november 2021 uit als voorloper van het nieuwe titelloze album dat op 28 januari 2022 verscheen. De tweede single was In mijn boek, een lied geschreven door Spinvis. NRC noemt het album “een bruisende popproductie waarin [Lenny Kuhr] misschien wel beter zingt dan ooit te voren.” Op 17 februari gaf Kuhr samen met een orkest van 12 muzikanten een integrale uitvoering van het album in popzaal Paradiso.
Tijdens het WK van 2022 bracht ze voor het BNNVARA-programma Even tot hier een ode aan bondscoach Louis van Gaal getiteld Admiraal Van Gaal op de melodie van De Troubadour, vlak nadat Nederland zich plaatste voor de kwartfinale. In mei 2023 kondigde de zangeres aan dat ze in seizoen 2023-2024 begeleid zou worden door gitarist Freek Dicke en toetsenist Frans de Berg, twee muzikanten met wie ze al eerder samenspeelde. In februari 2024 maakte ze bekend dat ze opnieuw een album voor Excelsior Recordings gaat maken. De opnames voor dit album, dat de titel Licht krijgt, vonden plaats op 7 en 8 april 2025 in Antwerpen.
Haar nieuwe album LICHT verschijnt op 15 september 2025, voorafgegaan door een single op 28 augustus. Tijdens een speciaal concert zal ze het album presenteren in het Vestzaktheater in Son op 27 september 2025.

### Concert verstoord door pro-Palestijnse activisten
Op 24 maart 2024 werd een optreden van Kuhr in Waalwijk verstoord door vier personen die een Palestijnse vlag uitrolden, haar uitscholden voor terrorist en haar familieleden in Israël beschuldigden van genocide. Minister van Justitie en Veiligheid Dilan Yeşilgöz veroordeelde de actie en stelde: "Dat is jodenhaat. Daar is geen plek voor in Nederland." De actie had verband met de oorlog tegen Hamas, die Israël voert als reactie op de aanval van Hamas op Israël op 7 oktober 2023. Kuhr is tot het Jodendom bekeerd en heeft kinderen en kleinkinderen die in Israël wonen, onder wie twee kleinkinderen die dienstplichtig zijn.

## Privé
Haar eerste huwelijk was in 1974 met de Israëlische KNO-arts die haar neus herstelde nadat ze in mei 1973 slachtoffer was geworden van mishandeling op het station van Haarlem. Het voorval leidde tot Kamervragen over de toenemende agressie in treinen en op stations. Samen kregen ze twee dochters, in 1975 en 1980. Eerder, op haar 25ste, had ze zich al bekeerd tot het jodendom.
Van 1981 tot 1993 was Kuhr de partner van de (tekst)schrijver Herman Pieter de Boer. Sinds 2003 is ze getrouwd met Rob Frank. Haar zus Ine Kuhr is actrice en ook zangeres.

## Discografie

### Albums
| Album met eventuele hitnotering(en) in de Nederlandse Album Top 100 | Datum van verschijnen | Datum van binnenkomst | Hoogste positie | Aantal weken | Opmerkingen                                        |
| ------------------------------------------------------------------- | --------------------- | --------------------- | --------------- | ------------ | -------------------------------------------------- |
| Lenny Kuhr                                                          | 1969                  | -                     |                 |              |                                                    |
| De zomer achterna                                                   | 1970                  | -                     |                 |              | Edison                                             |
| Tout ce que j'aime / Les Enfants                                    | 1972                  | -                     |                 |              |                                                    |
| De wereld waarvan ik droom                                          | 1972                  | -                     |                 |              |                                                    |
| God laat ons vrij                                                   | 1974                  | -                     |                 |              |                                                    |
| 'n Dag als vandaag                                                  | 1976                  | -                     |                 |              |                                                    |
| Dromentrein                                                         | 17 maart 1980         | 5 april 1980          | 3               | 25           | Goud / Nr. 2 in de LP Top 50                       |
| Avonturen                                                           | 1981                  | 23 mei 1981           | 39              | 3            |                                                    |
| Oog in oog                                                          | 1982                  | -                     |                 |              |                                                    |
| De beste van Lenny Kuhr                                             | 1983                  | -                     |                 |              | Verzamelalbum                                      |
| Quo vadis                                                           | 1986                  | -                     |                 |              |                                                    |
| Lenny Kuhr                                                          | 1988                  | -                     |                 |              | Verzamelalbum                                      |
| De blauwe nacht                                                     | 1990                  | -                     |                 |              |                                                    |
| Het beste van Lenny Kuhr                                            | 1990                  | -                     |                 |              | Verzamelalbum                                      |
| Heilig vuur                                                         | 1992                  | -                     |                 |              |                                                    |
| Altijd heimwee                                                      | 1994                  | -                     |                 |              |                                                    |
| Gebroken stenen                                                     | 1997                  | -                     |                 |              | Ook in het Duits uitgebracht als Gebrochene steine |
| Stemmen in de nacht - zoals zij Schubert zingt                      | 7 november 1997       | 31 januari 1998       | 70              | 5            |                                                    |
| Oeverloze liefde                                                    | 1999                  | -                     |                 |              |                                                    |
| Visite                                                              | 2000                  | -                     |                 |              | Verzamelalbum                                      |
| Fadista                                                             | oktober 2001          | -                     |                 |              |                                                    |
| Hollands glorie                                                     | 2001                  | -                     |                 |              | Verzamelalbum                                      |
| Op de grens tussen jou en mij                                       | 29 maart 2004         | -                     |                 |              |                                                    |
| Pantha rei                                                          | november 2005         | -                     |                 |              |                                                    |
| 40 jaar verliefd                                                    | 30 september 2007     | -                     |                 |              | Livealbum                                          |
| Hollands glorie                                                     | 2010                  | -                     |                 |              | Verzamelalbum                                      |
| Mijn liedjes mijn leven                                             | 22 september 2010     | -                     |                 |              | Cd/dvd boxset                                      |
| Liefdeslied                                                         | 30 september 2011     | -                     |                 |              |                                                    |
| Wie ben je                                                          | 25 september 2013     | -                     |                 |              |                                                    |
| Gekust door de eeuwigheid                                           | 23 februari 2017      | -                     |                 |              |                                                    |
| Het lied gaat door                                                  | 29 maart 2019         | -                     |                 |              |                                                    |
| Favorieten Expres                                                   | 28 mei 2021           | -                     |                 |              | Verzamelalbum                                      |
| Lenny Kuhr                                                          | 28 januari 2022       | -                     |                 |              |                                                    |

### Singles
| Single met eventuele hitnotering(en) in de Nederlandse Top 40 | Datum van verschijnen | Datum van binnenkomst | Hoogste positie | Aantal weken | Opmerkingen                                                                             |
| ------------------------------------------------------------- | --------------------- | --------------------- | --------------- | ------------ | --------------------------------------------------------------------------------------- |
| Laat maar                                                     | oktober 1967          |                       |                 |              |                                                                                         |
| Zigeunerjongen                                                | oktober 1968          |                       |                 |              |                                                                                         |
| De troubadour                                                 | februari 1969         | 12 april 1969         | 12              | 7            | Nr. 18 in de Parool Top 20                                                              |
| De horizon                                                    | oktober 1969          |                       |                 |              |                                                                                         |
| Dans mon pays, dans mon village                               | maart 1970            |                       |                 |              |                                                                                         |
| Ga met me mee                                                 | november 1970         |                       |                 |              |                                                                                         |
| Hij hoort bij mij                                             | februari 1971         | 20 maart 1971         | tip5            | -            | Van de film Love Story                                                                  |
| This little song of joy                                       | mei 1971              |                       |                 |              |                                                                                         |
| Jesus Cristo                                                  | december 1971         |                       |                 |              | Top-10 hit in Frankrijk                                                                 |
| Les enfants                                                   | mei 1972              | 8 juli 1972           | 18              | 7            | Nr. 21 in de Daverende Dertig / Alarmschijf                                             |
| Overal (waar je gaat)                                         | september 1972        |                       |                 |              |                                                                                         |
| Life                                                          | oktober 1973          |                       |                 |              |                                                                                         |
| Searching                                                     | februari 1974         |                       |                 |              |                                                                                         |
| De generaal                                                   | juli 1974             | 20 juli 1974          | tip15           | -            |                                                                                         |
| Kom, liefste geef me je hand                                  | augustus 1974         | 21 september 1974     | 33              | 3            |                                                                                         |
| Veha'er eynenu                                                | september 1974        |                       |                 |              | Single voor Beth Halochem                                                               |
| Sterren                                                       | december 1975         | 3 januari 1976        | tip22           | -            |                                                                                         |
| 'n Dag als vandaag                                            | maart 1976            |                       |                 |              |                                                                                         |
| Tommy                                                         | februari 1977         |                       |                 |              |                                                                                         |
| Eenmaal in je leven                                           | maart 1979            |                       |                 |              |                                                                                         |
| Visite                                                        | januari 1980          | 8 maart 1980          | 2               | 12           | met Les Poppys Nr. 2 in de Nationale Hitparade                                          |
| Maar ja                                                       | april 1980            | 24 mei 1980           | 12              | 8            | Nr. 9 in de Nationale Hitparade                                                         |
| Nou tot gauw                                                  | november 1980         | 29 november 1980      | tip12           | -            |                                                                                         |
| Weet je wie we zagen                                          | april 1981            |                       |                 |              |                                                                                         |
| Kazie kazoo                                                   | november 1981         | 28 november 1981      | tip7            | -            | Nr. 38 in de Nationale Hitparade                                                        |
| Een kind een kind                                             | maart 1982            | 10 april 1982         | tip18           | -            | met Bonnie St. Claire, Dimitri van Toren, Shirley Zwerus, Willem Duyn & Alexander Curly |
| Iemand heeft je lief                                          | november 1982         |                       |                 |              |                                                                                         |
| Armoefobie                                                    | april 1983            |                       |                 |              |                                                                                         |
| Grof schandaal                                                | 1983                  |                       |                 |              |                                                                                         |
| De troubadour                                                 | 1984                  |                       |                 |              | Heruitgave met Visite als B-kant                                                        |
| Rozen je rozen                                                | mei 1986              |                       |                 |              |                                                                                         |
| Give me a heart                                               | 1986                  |                       |                 |              |                                                                                         |
| Kameraad                                                      | maart 1989            |                       |                 |              |                                                                                         |
| De blauwe nacht                                               | 1990                  |                       |                 |              |                                                                                         |
| Give me a heart                                               | december 1991         |                       |                 |              | Nieuwe versie                                                                           |
| Ik zal altijd om je blijven geven                             | 1992                  |                       |                 |              |                                                                                         |
| Meditatie                                                     | 1997                  |                       |                 |              |                                                                                         |
| De grote liefde                                               | 1999                  |                       |                 |              |                                                                                         |
| Weet je die dingen nog                                        | 2000                  |                       |                 |              | Duet met Ine Kuhr                                                                       |
| Jij ja                                                        | 2004                  |                       |                 |              |                                                                                         |
| Als je niet luistert je ziel                                  | 2004                  |                       |                 |              | Promo                                                                                   |
| Lieve lieveling                                               | 2005                  |                       |                 |              | Promo                                                                                   |
| Papa maakt een mooie foto                                     | 2005                  |                       |                 |              | Promo                                                                                   |
| Sterker dan                                                   | 2005                  |                       |                 |              | Promo                                                                                   |
| Ga met me mee                                                 | 2007                  |                       |                 |              |                                                                                         |
| In de maneschijn                                              | 2008                  |                       |                 |              | Promo                                                                                   |
| Spijt                                                         | 14 januari 2011       |                       |                 |              | Nr. 62 in iTunes Top 100 op 17 maart 2011                                               |
| Ik delete je niet                                             | 20 september 2011     |                       |                 |              | Duet met Ali B.                                                                         |
| De Bijbel Tapes psalmen #23                                   | 21 juni 2012          |                       |                 |              |                                                                                         |
| Terug naar je geboorteland                                    | december 2013         |                       |                 |              | Promo                                                                                   |
| Moederhart                                                    | 5 september 2014      |                       |                 |              |                                                                                         |
| Tussen hoop en vrede                                          | 9 februari 2017       |                       |                 |              |                                                                                         |
| Liefste                                                       | 1 maart 2019          |                       |                 |              |                                                                                         |
| Nog steeds een troubadour                                     | 19 november 2021      |                       |                 |              |                                                                                         |
| In mijn boek                                                  | 7 januari 2022        |                       |                 |              |                                                                                         |
| Bos van mijn jeugd                                            | 24 november 2023      |                       |                 |              | met De Troubadours                                                                      |

| Single met hitnotering(en) in de Vlaamse Ultratop 50 | Datum van verschijnen | Datum van binnenkomst | Hoogste positie | Aantal weken | Opmerkingen                |
| ---------------------------------------------------- | --------------------- | --------------------- | --------------- | ------------ | -------------------------- |
| Visite                                               | 1980                  | 29 maart 1980         | 3               | 12           | Nr. 3 in de Radio 2 Top 30 |

#### Internationale singles
- 1969: Le troubadour / Der troubadour / Un cantastorie / El trovador
- 1970: Dans mon pays, dans mon village
- 1970: Au fond du coeur au fond des yeux
- 1971: Pequeña canción de alegría (This little song of joy) / Historia de amor (Love story)
- 1971: Jesus Cristo
- 1972: Les Enfants
- 1972: Pense à moi
- 1972: La connais-tu (promo)
- 1973: Vivre
- 1973: Tout ce que j'aime
- 1974: Searching
- 1974: C'est amour c'est ta vie
- 1976: J’aurais voulu être sa femme
- 1977: Qui a fait le ciel
- 1977: L'été c'est fait pour danser
- 1978: Y’a pas de quoi en faire une chanson

### NPO Radio 2 Top 2000
| Nummer met noteringen in de NPO Radio 2 Top 2000 | '99  | '00  | '01  | '02 | '03  | '04  | '05  | '06  | '07  | '08  |
| ------------------------------------------------ | ---- | ---- | ---- | --- | ---- | ---- | ---- | ---- | ---- | ---- |
| De troubadour                                    | 1431 | 1486 | 1869 | -   | 1695 | 1919 | 1974 | 1742 | 1970 | 1783 |

1. ↑  Een '-' betekent dat het nummer niet was genoteerd en een vetgedrukt getal geeft de hoogste notering aan.
2. ↑  Deze tabel is bijgewerkt tot en met de meest recente editie (2024).

### Evergreen Top 1000
| Evergreen Top 1000 De troubadour | Evergreen Top 1000 De troubadour | Evergreen Top 1000 De troubadour | Evergreen Top 1000 De troubadour | Evergreen Top 1000 De troubadour | Evergreen Top 1000 De troubadour | Evergreen Top 1000 De troubadour | Evergreen Top 1000 De troubadour | Evergreen Top 1000 De troubadour | Evergreen Top 1000 De troubadour | Evergreen Top 1000 De troubadour | Evergreen Top 1000 De troubadour | Evergreen Top 1000 De troubadour | Evergreen Top 1000 De troubadour | Evergreen Top 1000 De troubadour | Evergreen Top 1000 De troubadour | Evergreen Top 1000 De troubadour |      |
| Jaar                             | 2008                             | 2009                             | 2010                             | 2011                             | 2012                             | 2013                             | 2014                             | 2015                             | 2016                             | 2017                             | 2018                             | 2019                             | 2020                             | 2021                             | 2022                             | 2023                             | 2024 |
| -------------------------------- | -------------------------------- | -------------------------------- | -------------------------------- | -------------------------------- | -------------------------------- | -------------------------------- | -------------------------------- | -------------------------------- | -------------------------------- | -------------------------------- | -------------------------------- | -------------------------------- | -------------------------------- | -------------------------------- | -------------------------------- | -------------------------------- | ---- |
| Positie                          | 456                              | 860                              | 350                              | 344                              | 345                              | 482                              | 654                              | -                                | -                                | -                                | -                                | 747                              | -                                | -                                | -                                | -                                |      |